# Rönnöfors
Rönnöfors est une localité suédoise située dans la commune de Krokom, dans le Comté de Jämtland. Rönnöfors est situé sur les bords du lac Landögssjön (Landösjön), à environ 80 kilomètres d'Östersund.
Rönnöfors se trouve dans la paroisse d'Offerdal, dans les montagnes d'Offerdal (Oldklumpen, Ansätten et Önrun). Les premières mentions écrites du nom de Rönnöfors remontent à 1750 (Rännön). Le peuple same, également appelé lapon ou Sami, habite dans différents villages (Jänsmässholmen, Olden et Frankrike) près de Rönnöfors depuis au moins 1 000 ans.

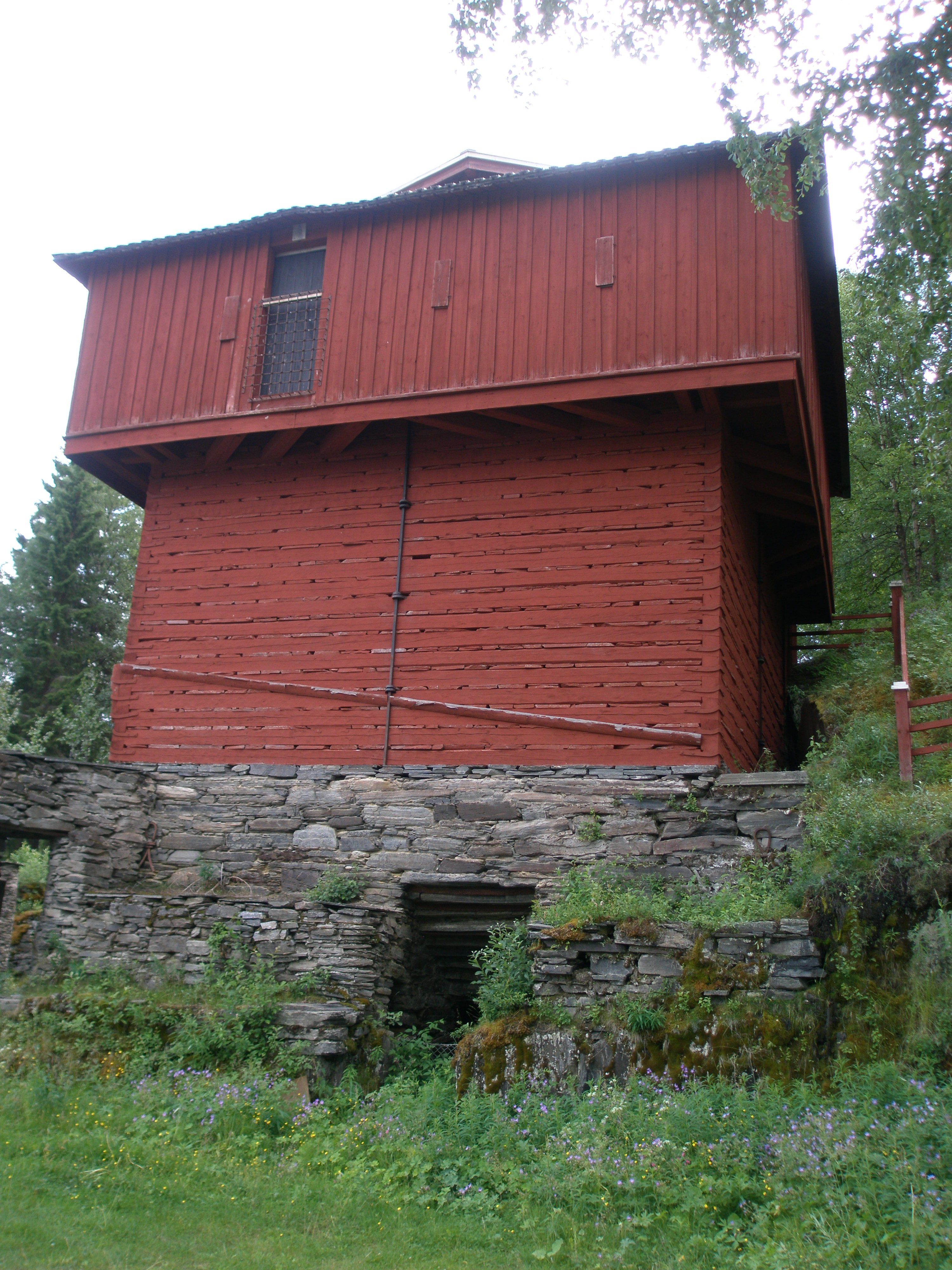
Du fer est produit à Rönnöfors.
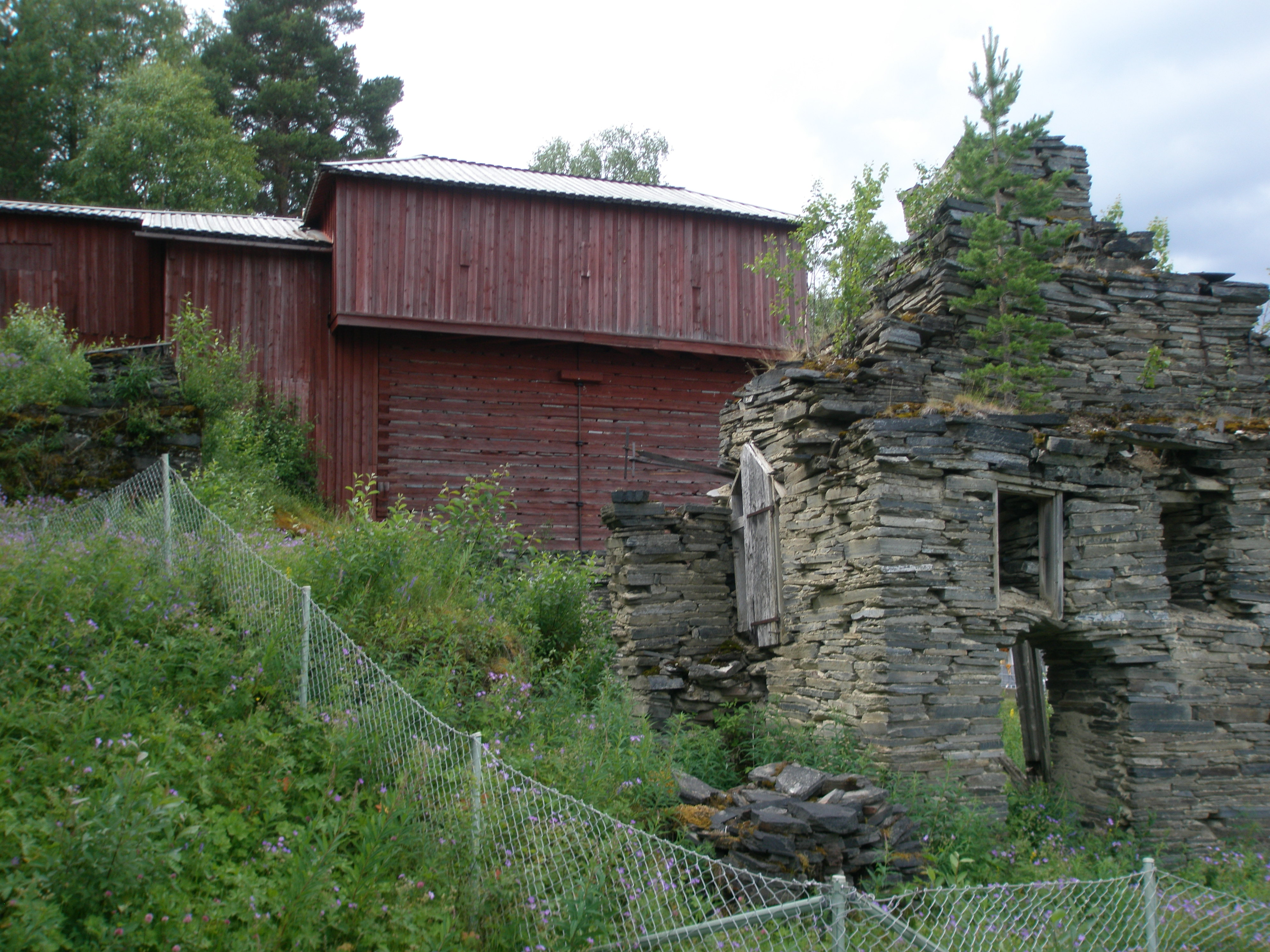
Rönnöfors.
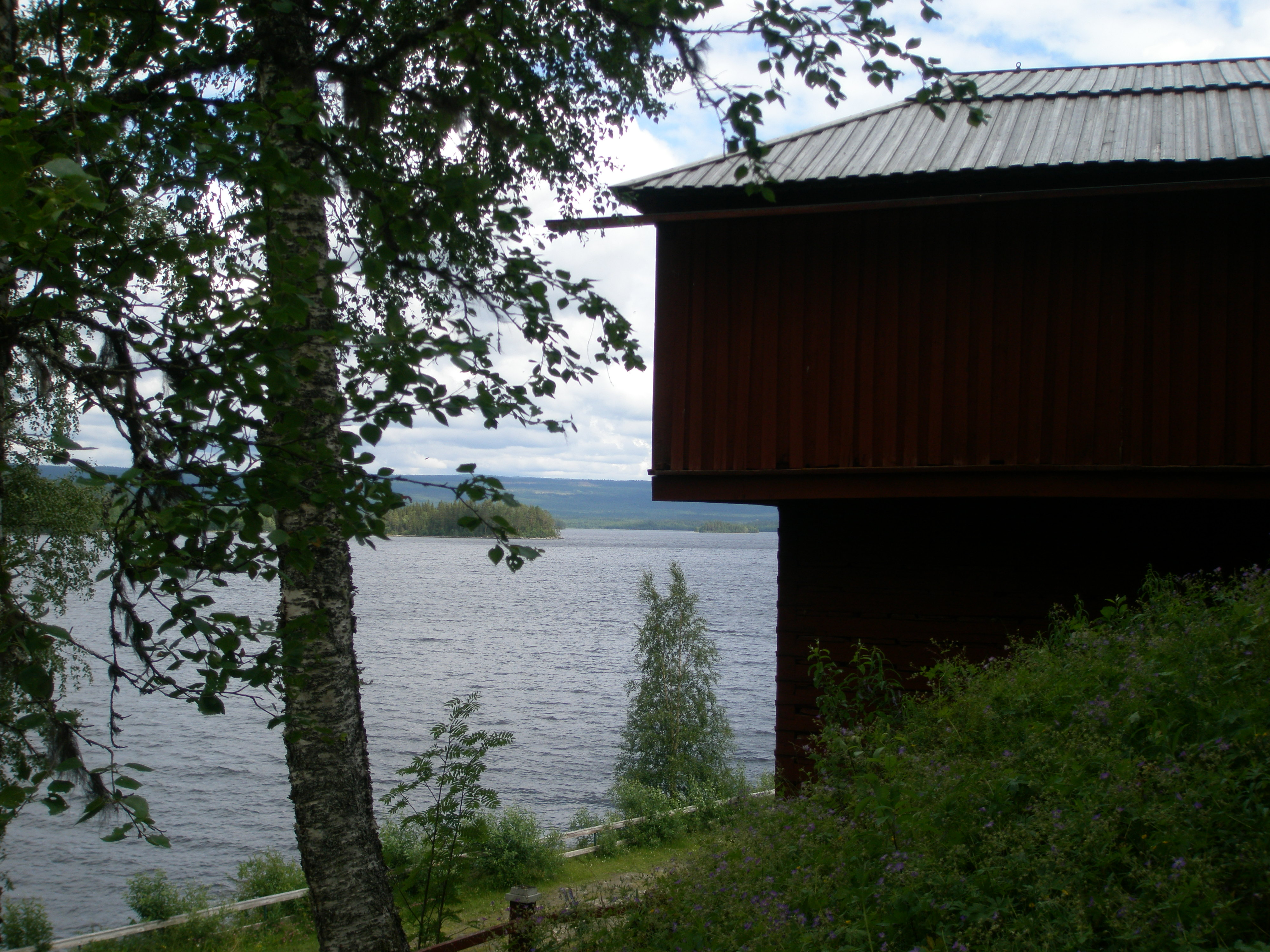
Rönnöfors sur le lac Landösjön.
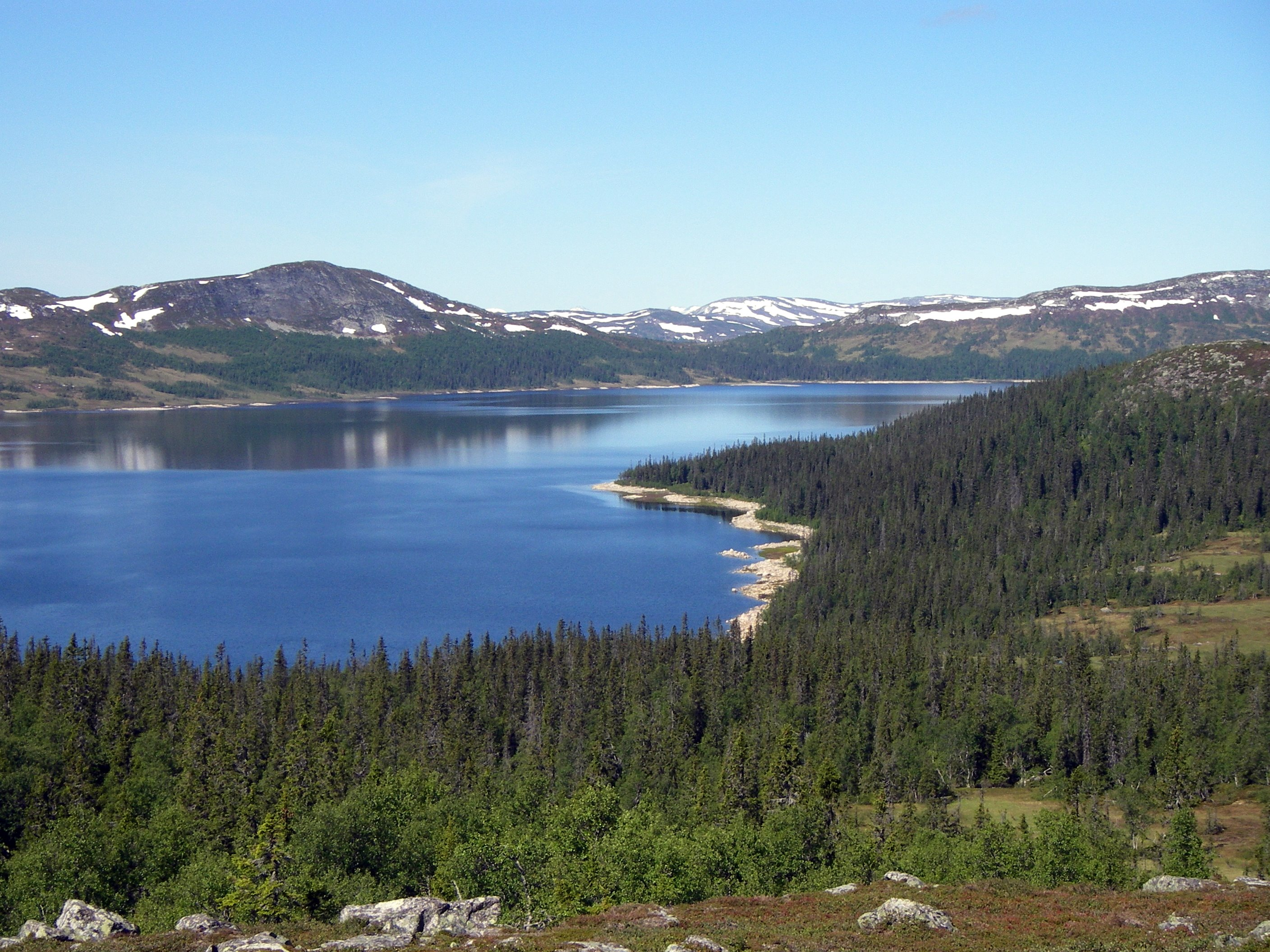
Les montagnes d'Offerdal et le lac Övre Oldsjön.
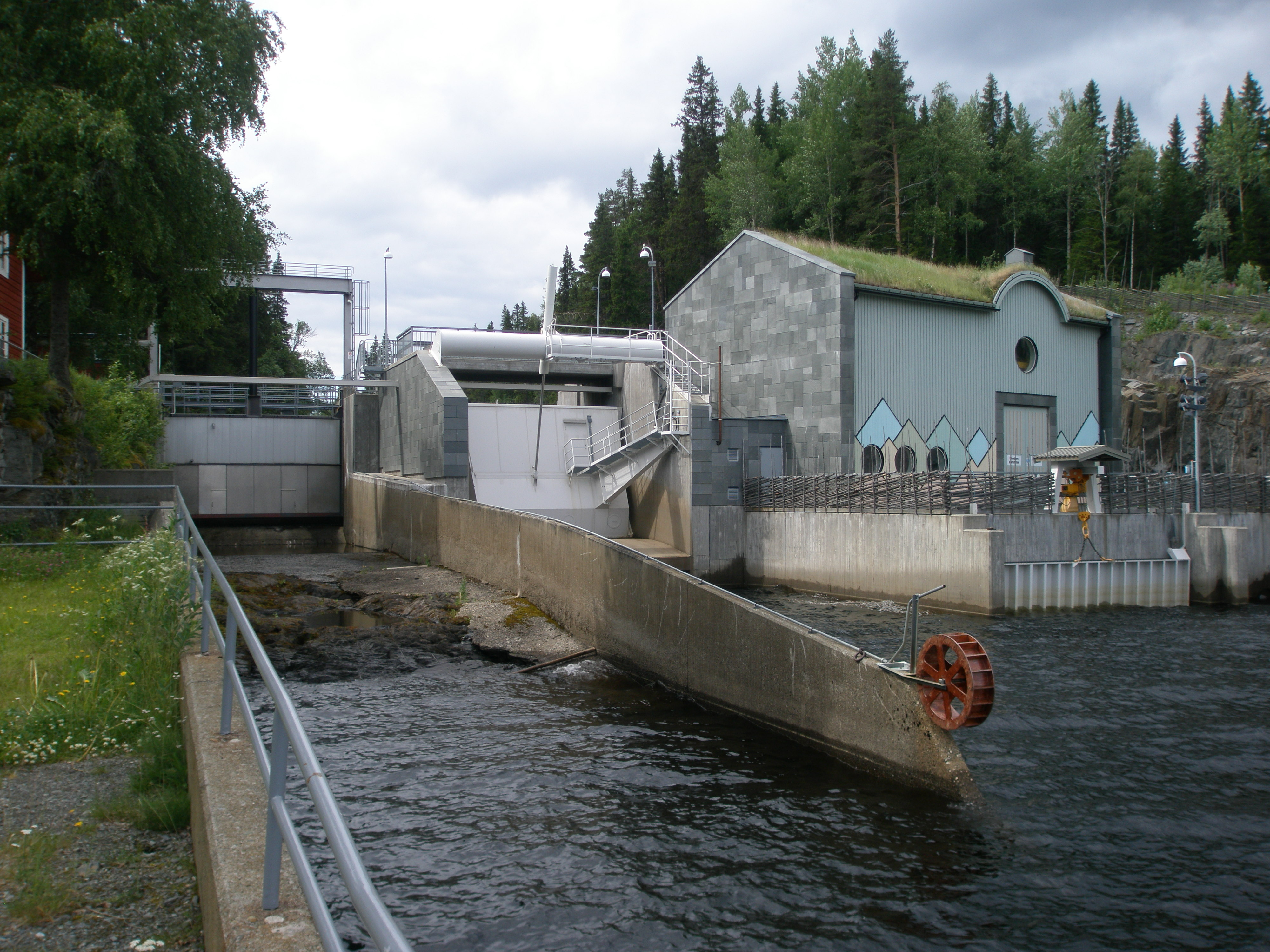
Centrale hydro-électrique de Rönnöfors.